# Delias discus
Delias discus är en fjärilsart som beskrevs av Eduard Honrath 1886. Delias discus ingår i släktet Delias och familjen vitfjärilar. Inga underarter finns listade i Catalogue of Life.

## Bildgalleri

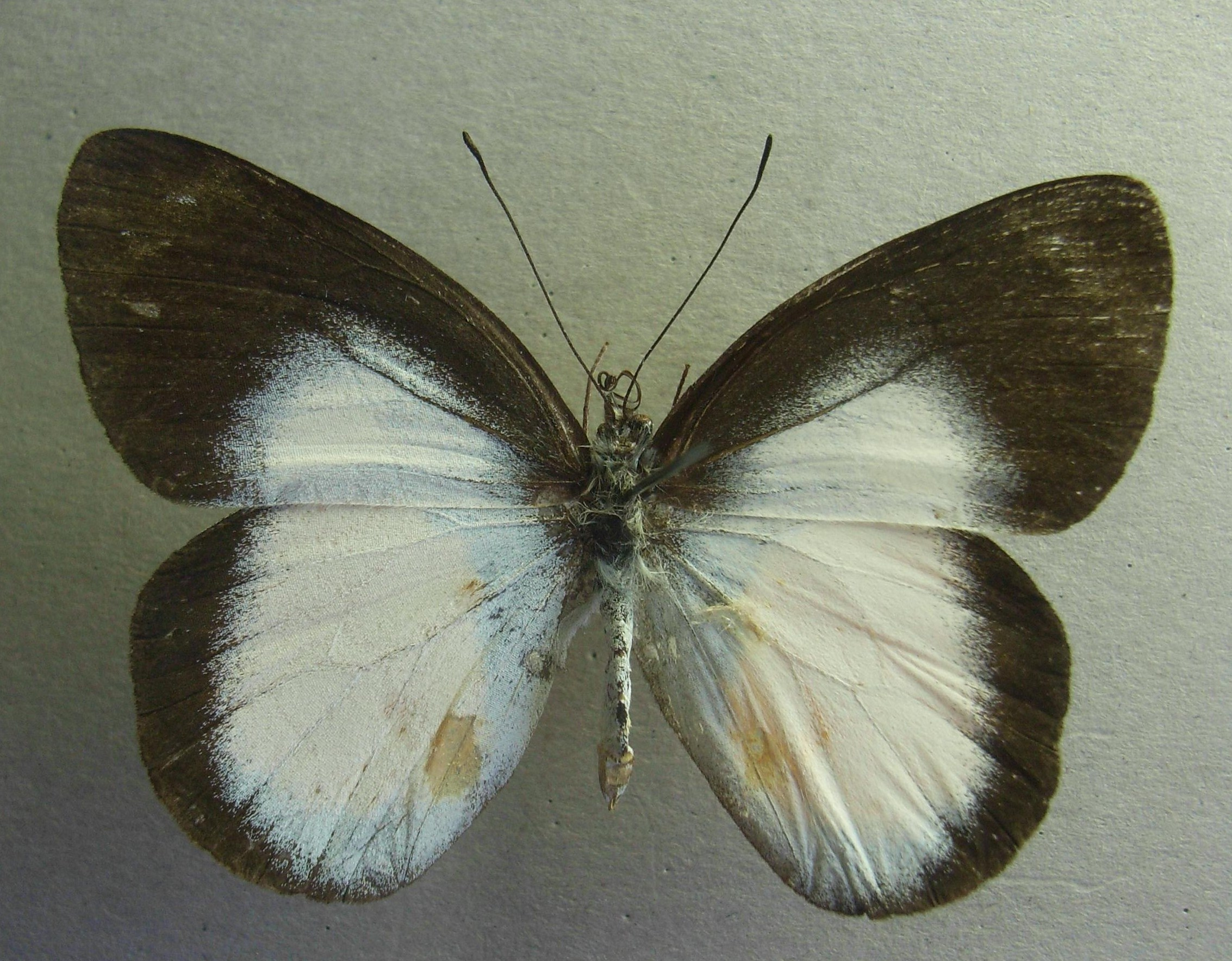
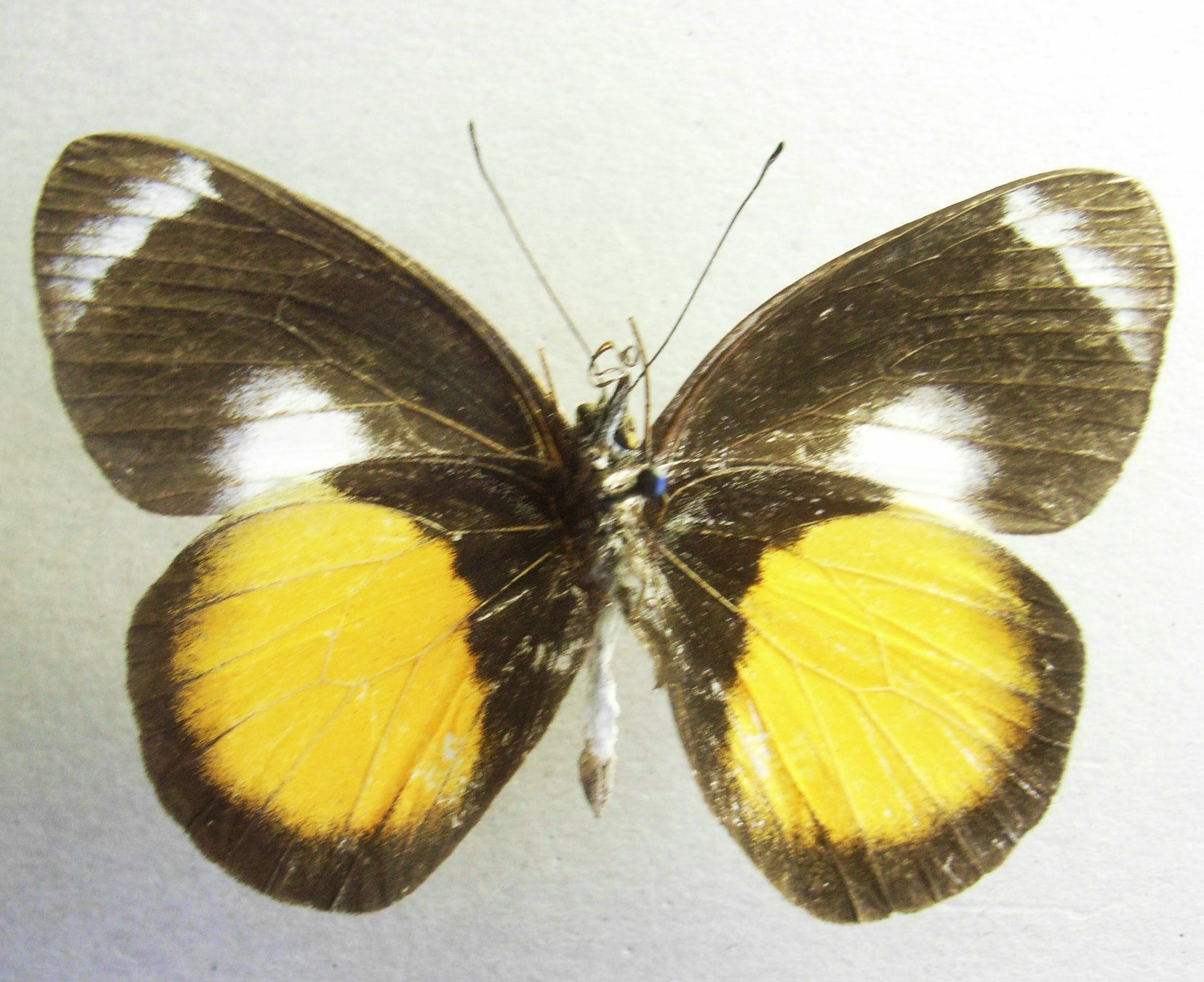
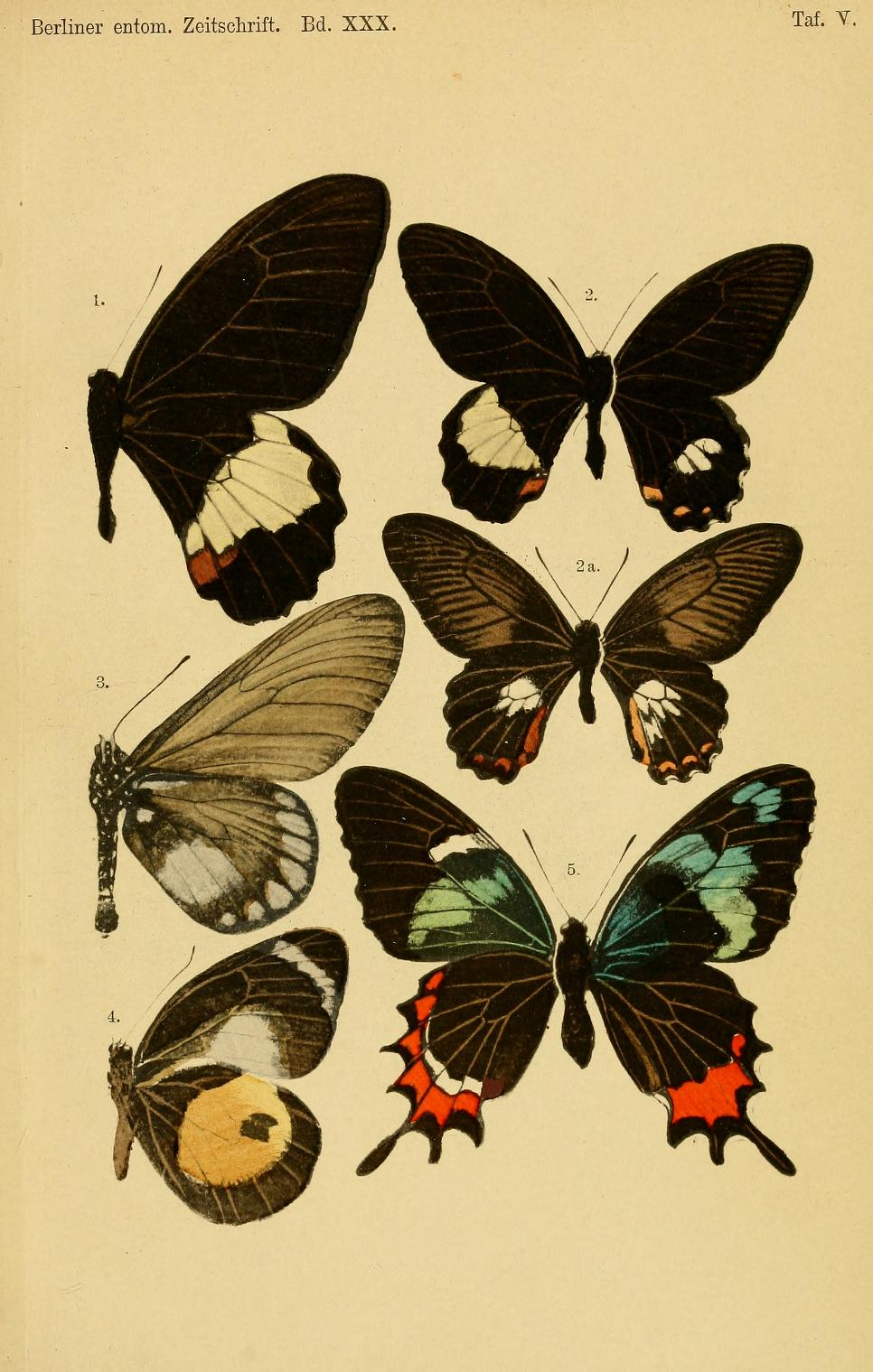